# 11015 Романенко
11015 Романенко (11015 Romanenko) — астероїд головного поясу, відкритий 17 вересня 1982 року.
Тіссеранів параметр щодо Юпітера — 3,319.